# Уэттон, Джон
Джон Кеннет Уэттон (англ. John Kenneth Wetton; 12 июня 1949, Уиллингтон, Дербишир, Великобритания — 31 января 2017, Борнмут, Дорсет, Великобритания) — британский вокалист, бас-гитарист, гитарист, клавишник, автор песен и продюсер. Играл в группах Mogul Thrash, Family, King Crimson (где работал с другом детства Робертом Фриппом), Roxy Music/группа Брайана Ферри, Uriah Heep, UK, Asia и Wishbone Ash.
Наибольшего коммерческого успеха достиг в супергруппе Asia, выступая в качестве фронтмена и основного автора песен. Одноимённый дебютный альбом был продан тиражом 8 миллионов копий по всему миру и занял первое место в журнале Billboard по итогам 1982 года.

## Музыкальная деятельность
Свою музыкальную деятельность начал в 1960-х годах, когда играл на органе в церкви. В 1971 году стал участником блюзовой группы. Первой серьёзной командой, в которой он играл, стала группа Family, с которой Уэттон записал два альбома (1971 и 1972). Но его талант полностью раскрылся именно в King Crimson, куда его пригласил Роберт Фрипп. В составе King Crimson Уэттон записал три альбома, в числе которых Red, являющийся по мнению многих критиков, одним из лучших альбомов группы. Тем не менее, этот период Уэттон впоследствии комментировал так:
В King Crimson я играл до нелепости сложную музыку с очень необычными размерностями. Предложение сыграть с Uriah Heep сулило мне небольшую передышку. Я мог оставаться самим собой, получать удовольствие и играть по-настоящему мощную рок-музыку. В Heep я пришёл уж точно не из-за денег. На тот момент Roxy Music предлагали мне столько же, сколько и Heep, если не больше. Просто я не хотел оставаться с Roxy Music.
В течение следующих пяти лет Уэттон успел сыграть в Roxy Music, Uriah Heep, UK, а в 1980 году записал свой первый сольный альбом Caught In the Crossfire.
В это время он познакомился с Джоном Дэвидом Калоднером, одним из менеджеров локального представительства фирмы грамзаписи Atlantic Records, который посоветовал музыканту собрать собственную группу. Так началась история группы Asia.
После того как в 1992 году он во второй раз покинул состав группы Asia, он продолжил сольную карьеру.
15 августа 1995 года в продаже появился второй сольный альбом Уэттона Battle Lines, на лейбле Cromwell Productions. Песня «Battle Lines» стала саундтреком к многим фильмам. Позже, в 1997 году в свет вышел его третий сольный альбом, Arkangel, продюсером которого выступил он сам. в 1999—2000-х годах отыграл несколько концертов со Стивом Хаккетом, а в 2000 году выпустил очередной сольный альбом, Sinister (Welcome to Heaven).

## Смерть
Умер от колоректального рака 31 января 2017 года.

## Дискография
- 1970 — Mogul Thrash (Mogul Thrash)
- 1971 — It Is and It Isn’t (John Wetton/Gordon Haskell)
- 1971 — Fearless (Family)
- 1972 — Only Visiting This Planet (Wetton/Norman)
- 1972 — Bandstand (Family)
- 1973 — Larks' Tongues in Aspic (King Crimson)
- 1973 — Fool’s Wisdom (John Wetton/Malcolm and Alwyn)
- 1973 — Two Sides of Peter Banks (John Wetton/Peter Banks)
- 1974 — Starless and Bible Black (King Crimson)
- 1974 — Another Time, Another Place (Wetton/Ferry)
- 1974 — Red (King Crimson)
- 1975 — VIVA (Roxy Music)
- 1975 — Return to Fantasy (Uriah Heep)
- 1975 — Diamond Head Манзанера, Фил
- 1976 — High and Mighty (Uriah Heep)
- 1976 — Let’s Stick Together (Wetton/Ferry)
- 1977 — In Your Mind (Wetton/Ferry)
- 1978 — U.K. (UK)
- 1978 — The Bride Stripped Bare (Wetton/Ferry)
- 1979 — Danger Money (UK)
- 1979 — I Wish You Would (Wetton/Jack-Knife)
- 1980 — Mail Order Magic (Wetton/Chapman)
- 1980 — Caught in the Crossfire (сольный альбом)
- 1981 — Hyenas Only Laugh for Fun (Wetton/Chapman)
- 1981 — Number The Brave (Wishbone Ash)
- 1982 — Asia (Asia)
- 1983 — Alpha (Asia)
- 1985 — Astra (Asia)
- 1986 — Aurora (Asia, EP)
- 1987 — Did it All For Love (Phenomena) (Single)
- 1987 — King’s Road (сольный Альбом)
- 1987 — K Scope (Wetton\Manzanera)
- 1990 — Than’n’Now (Asia)
- 1995 — Battle Lines (сольный альбом)
- 1997 — Arkangel (сольный альбом)
- 1997 — Genesis Revisited (Wetton/Hacket)
- 1998 — The Tokyo Tapes (Wetton/Hacket)
- 2000 — Переиздание синглов под названием «The Very Best Of Asia» (Asia)
- 2000 — Sinister (сольный альбом)
- 2000 — Live in the Hood (Quango)
- 2001 — Wetton\Downes, Demo collection (ICON)
- 2002 — One Way or a Another (Hensley/Wetton)
- 2002 — More than Comquerors (Hensley/Wetton)
- 2002 — Genius A Rock Opera (Wetton/Liverani)
- 2003 — Rock Of Faith (Сольный альбом)
- 2005 — Icon (ICON)
- 2006 — Defenitive Collection (Asia)
- 2006 — Icon II (ICON)
- 2008 — Phoenix (Asia)
- 2008 — Argus Through The Looking Glass (Wetton/Wishbone Ash)
- 2009 — Icon III (ICON)
- 2010 — Omega (Asia)
- 2011 — Raised In Captivity (сольный альбом)
- 2012 — XXX (Asia)
- 2012 — The Prog Collective (The Prog Collective)
- 2014 — Gravitas (Asia)